# القديرية
القديرية قرية فلسطينية مهجرة في قضاء صفد. كانت تبعد 6.5 كم جنوب مدينة صفد وتقع القرية على ارتفاع 140م وعلى بعد 1 كم إلى الشرق من وادي العمود. وقعت خربة النويرية التي تحتوي على معاصر وبئر منقورة في الصخر وأكوام حجارة ومزار الشيخ الرومي في القرية. اشترك أهالي القديرية في معركة جرن حلاوة التي حدثت في يونيو 1938 ضد الإنجليز واليهود.

## المساحة
تبلغ مساحة أراضيها 12486 دونماً، وتتداخل مع أراضي قرى جب يوسف والشونة والسمكية وغوير أبو شوشة. تقع بيوت سكانها بين وادي الجاموسة ووادي العمود.

## السكان
في سنة 1945 كان عدد سكانها من عرب القديرية يبلغ 390 نسمة، تم تهجير أهلها البالغ عددهم 452 ضمن عملية صممت من أجل «كنس» الفلسطينيين من رقعة في وادي الأردن تمتد بين نهر الأردن و الطريق التي تربط بين الشمال والجنوب. هاجمت قوات الهاغاناه التي كانت متورطة في احتلال الجليل الشرقي القرية يوم 4 مايو 1948.
تقع مستعمرة كاحل، التي أنشئت في سنة 1980 على أراضي القرية، إلى الجنوب الشرقي من موقعها.

## وصلات خارجية
- القديرية ترحب بكم
- القديرية من مركز خليل سكاكيني الثقافي